# Czeremchów (obwód iwanofrankiwski)
Czeremchów (ukr. Черемхів) – wieś na Ukrainie, w  obwodzie iwanofrankiwskim, w rejonie kołomyjskim.
Znajduje się tu przystanek kolejowy Czeremchów, położony na linii Lwów – Czerniowce.